# Eduardo Sánchez Junco
Eduardo Manuel Sánchez Junco (Palencia, 26 de abril de 1943-Madrid, 14 de julio de 2010) fue un periodista español, director y presidente de la revista ¡Hola!.

## Biografía
Eduardo Manuel Sánchez Junco nació en Palencia en 1943, sin embargo pasó su infancia en Barcelona, donde su padre, Antonio Sánchez Gómez (1911-1984), trabajaba como director del periódico La Prensa y quien, junto con su esposa, Mercedes Junco Calderón (1920-2019), fundó, el 8 de septiembre de 1944, ¡Hola!, hoy convertida en un imperio editorial. Sánchez Junco tenía entonces un año, y aunque se crio entre tinta y tipómetro, sus primeras inquietudes se dirigieron hacia la naturaleza, decidiéndose a ser ingeniero agrónomo. Sin embargo y, aunque su pasión inicial siempre se mantuvo intacta, sintió la llamada del papel couché comenzando a trabajar junto a su padre en una revista que ya se había convertido en única por su éxito y singularidad. 
Fue en 1984, al fallecimiento de su padre, cuando tomó las riendas de la publicación. Pero quiso hacerlo como periodista. De esta forma, y junto a su esposa, Mamen Pérez Villota —ya padres de tres hijos— se matriculó en la escuela nocturna de Periodismo, donde obtuvieron su licenciatura. Comenzó entonces una nueva era en la revista de expansión internacional: lanzó la edición inglesa de la revista —Hello!—, que marcó también un hito en la prensa del Reino Unido. Convertida ya en un símbolo, Eduardo Sánchez Junco ha logrado que al final de su carrera la revista Hola tenga su propia edición en 24 países (Argentina, Bulgaria, Canadá, Colombia, Chile, Dubái, Ecuador, España, Grecia, India, Indonesia, Malasia, Marruecos, México, Pakistán, Perú, Puerto Rico, Reino Unido, República Dominicana, Rusia, Serbia, Tailandia, Turquía y Venezuela), exportándose además a más de 70 países en todo el mundo en diez idiomas diferentes, con más de doce millones de lectores a la semana, con lo que se sitúa como una de las publicaciones más leídas del mundo. A esto se suma la edición en línea —hola.com—, que se ha convertido en el portal líder de información femenina en Internet, con más de 60 millones de páginas vistas al mes.

## Premios y distinciones
- 2001. Premio Javier Bueno de la Asociación de la Prensa de Madrid
- 2001. Galardón Editor del Año de la Asociación de Revistas de Información (ARI)
- 2005. Cruz Europea de Oro concedida por la Agrupación Española de Fomento europeo con sede en Barcelona
- 2006. Premio Medalla de oro del Queen Spanish Institute de Nueva York, a su Presidenta Mercedes Junco Calderón y su director Eduardo Sánchez Junco en noviembre del 2006.
- 2007. Medalla de Oro del Diario de Burgos.
- 2007. Acreditación del grupo editorial HOLA como empresa Embajadora honoraria de la Marca España por el Foro de Marcas Renombras Españolas, por ser el grupo editorial español que más ha constituido a difundir al imagen de España en el exterior a través de sus cabecera ¡Hola! y Hello!
- 2007. Premio Cataluña de Comunicación y Relaciones Públicas de la Fundación para el Fomento de la Comunicación
- 2008. Premio a la Notoriedad y Excelencia de Periodismo de la Fundación Gaudí Gresol.
- 2008. Medalla de Oro del Foro Europa 2001
- 2009. Premio Luca de Tena a Eduardo Sánchez Junco, en reconocimiento a su trayectoria profesional al frente de ¡Hola![5]